# Volley-Ball Nantes 2014-2015
Questa voce raccoglie le informazioni riguardanti il Volley-Ball Nantes nelle competizioni ufficiali della stagione 2014-2015.

## Organigramma societario
Area direttiva
- Presidente: Monique Bernard

Area tecnica
- Allenatore: Sylvain Quinquis
- Allenatore in seconda: Dominique Duvivier

## Rosa
| N° | Nome                  | Ruolo | Data di nascita   | Nazionalità sportiva |
| -- | --------------------- | ----- | ----------------- | -------------------- |
| 1  | Angelina Bland        | C     | 26 aprile 1984    | Belgio               |
| 2  | Michaela Doležalová   | S     | 22 giugno 1984    | Rep. Ceca            |
| 3  | Sherri Williams       | C     | 14 gennaio 1982   | Stati Uniti          |
| 4  | Nikolétta Koutouxídou | P     | 10 gennaio 1980   | Grecia               |
| 5  | Justine Samson        | L     | 1º luglio 1993    | Francia              |
| 6  | Els Vandesteene       | S     | 30 maggio 1987    | Belgio               |
| 7  | Pauline Pennaneac'h   | C     | 7 luglio 1995     | Francia              |
| 8  | Ariel Turner          | S     | 1º agosto 1991    | Stati Uniti          |
| 9  | Nina Stojiljković     | P     | 1º settembre 1996 | Francia              |
| 10 | Luiza Ungerer         | L     | 14 gennaio 1988   | Brasile              |
| 11 | Julia Dhont           | L     | 7 agosto 1996     | Francia              |
| 12 | Clémentine Druenne    | S     | 5 dicembre 1993   | Francia              |
| 13 | Marion Gauthier-Rat   | C     | 13 febbraio 1993  | Francia              |
| 14 | Victoria Foucher      | S/O   | 28 maggio 1995    | Francia              |
| 15 | Federica Tasca        | C     | 29 gennaio 1989   | Italia               |
| 16 | Elisa Padron          | C     | 11 aprile 1997    | Francia              |
| 17 | Melisa Callo          | S     | 9 marzo 1985      | Argentina            |